# Gerd Heuermann
Gerd Heuermann (* 26. Dezember 1967) ist ein ehemaliger deutscher Fußballspieler. Nach dem Ende seiner aktiven Karriere, in der er unter anderem für den SV Meppen in der 2. Bundesliga auflief, wurde er Trainer im Amateurbereich.

## Sportlicher Werdegang
Heuermann rückte im Laufe der Spielzeit 1986/87 aus der Jugend des SV Meppen in die in der Oberliga Nord antretende Wettkampfmannschaft auf. Als Teenager kam er zu insgesamt acht Spieleinsätzen im Saisonverlauf als die Mannschaft als Oberligameister in die Aufstiegsrunde zur 2. Bundesliga einzog. Auch hier bestritt er als Einwechselspieler vier Spiele, in acht Spielen ungeschlagen stieg die Mannschaft als Gruppenzweiter hinter BVL 08 Remscheid in die Zweitklassigkeit auf. Unter Aufstiegstrainer Rainer Persike gehörte der Abwehrspieler in den folgenden Jahren zum erweiterten Stammspielerkreis, so dass er zwar regelmäßig zum Einsatz kam, aber kaum in mehr als der Hälfte der Saisonspiele Einsatzzeiten verbuchen konnte. Nach 25 Spielen in der Spielzeit 1989/90 kam er in der folgenden Spielzeit zu 27 Saisoneinsätze, wobei eine Rote Karte beim 0:0-Auswärtsremis bei Eintracht Braunschweig im Oktober 1990 und die folgende Sperre mehr Einsatzminuten verhinderte. Unter Persikes Nachfolger Horst Ehrmantraut, der zur Spielzeit 1991/92 übernommen hatte, war er von Saisonbeginn an Stammspieler, ehe ihn ab September eine Verletzung bremste. Anfang März kehrte er zurück und erzielte beim 3:0-Erfolg über Hannover 96 ein Tor, die zwischenzeitlich anschließend aufkeimende Hoffnung eines Bundesligaaufstiegs erhielt jedoch nach nur einem Punkt aus den folgenden sieben Spielen einen Dämpfer. Letztlich war er in zehn Spielen in der Meisterrunde aktiv gewesen, dort rangierte der SV Meppen zu Saisonende am letzten Platz. Bei der 0:1-Niederlage gegen Eintracht Braunschweig am ersten Spieltag der  Spielzeit 1992/93 stand er letztmals für den Klub aus dem Emsland auf dem Platz, nach 110 Zweitligaspielen verabschiedete er sich in Richtung drittklassiger Oberliga.
Ab Sommer 1992 lief Heuermann für den SV Eintracht Nordhorn auf. Am Ende der Oberliga-Spielzeit 1992/93 stieg er mit dem Klub als Tabellen-Vorletzter in die Viertklassigkeit ab, dort verpasste er mit der Mannschaft in der Spielzeit 1993/94 ebenfalls den Klassenerhalt. 1995 gelang die Rückkehr in die nun viertklassige Oberliga Nord, 1997 der Aufstieg in die Regionalliga Nord.
Ab 2000 gehörte Heuermann zum Trainerteam beim SV Eintracht Nordhorn, der die Qualifikation für die zweigleisige Regionalliga verpasst hatte und in die Oberliga abgestiegen war. In der Spielzeit 2001/02 wurde er mit der Mannschaft Vizemeister der Oberliga hinter dem VfB Oldenburg. 2003 übernahm Theo Vonk den Trainerposten, der nur aufgrund der schlechteren Tordifferenz gegenüber der Amateurmannschaft des VfL Wolfsburg den Regionalligaaufstieg verpasste. Nachdem Vonks Forderungen nach Verstärkungen im Aufstiegskampf der Spielzeit 2004/05 abgelehnt worden waren, trat dieser kurz vor Jahresende 2004 zurück und Heuermann übernahm als Interimstrainer bis Saisonende und erreichte mit der Mannschaft den vierten Tabellenplatz.
Zwischen 2011 und 2014 trainierte Heuermann den Bezirksligisten SV Concordia Emsbüren, im Februar 2020 kehrte er zurück. Im Sommer 2021 wurde er Trainer der Kreisligamannschaft der SpVgg Brandlecht-Hestrup, für deren Alte-Herren-Mannschaft er bereits 14 Jahre lang vorher aktiv war.